# Coronel Blimp
 Coronel Blimp  (original: The Life and Death of Colonel Blimp) és una pel·lícula britànica de Michael Powell i Emeric Pressburger, estrenada el 1943. Ha estat doblada al català.
El personatge del Coronel Blimp va ser creat pel caricaturista britànic David Low el 1930.

## Argument
La pel·lícula comença el 1942. El major-general Clive Wynne-Candy (Roger Livesey), cap de la Home Guard, supervisa un exercici de defensa de Londres. La guerra es considera que començarà a mitjanit, però els soldats anglesos encarregats d'interpretar els alemanys decideixen obrir les hostilitats abans, considerant que la guerra no té regles o que almenys els alemanys no les respecten. El major-general és fet pres virtualment pres en un bany turc pel Tinent Spud Wilson que porta les operacions del camp alemany. Wynne-Candy fa esclatar el seu furor i diu que tal insubordinació no hauria estat tolerada quaranta anys abans. La seqüència s'acaba amb un llarg moviment de càmera indicant una tornada a l'època de les primeres proeses de Clive Wynne-Candy, quaranta anys abans.
Guerra dels Boers
L'acció es desenvolupa el 1902 i Clive Candy és llavors un jove oficial anglès que ha rebut la Victoria Cross pels seus fets d'armes en la guerra dels Boers. Candy es mostra llavors tan impertinent envers els seus superiors com els soldats anglesos de 1942. Rep, via un amic, la carta d'una tal Edith Hunter (Deborah Kerr), una anglesa instal·lada a Berlín, alarmada per la propaganda antianglesa que castiga a Alemanya. Aquesta propaganda és orquestrada per un dels presoners de guerra de Clive Candy: Kaunitz. Contra l'opinió dels seus superiors, Candy marxa a Berlín, i troba Edith Hunter en un cafè que freqüenta Kaunitz. Per atreure l'atenció d'aquest últim, Candy demana a l'orquestra d'interpretar un extracte de l'òpera d'Ambroise Thomas, Mignon, extracte al qual Kaunitz és al·lèrgic després l'haver-lo sentit durant el seu empresonament a Sud-àfrica. En l'enfrontament que té lloc a continuació entre els dos homes, Candy ataca l'honor de l'exèrcit alemany: ha de tenir lloc un duel a espasa entre Clive Candy i un oficial alemany escollit a l'atzar: Theodore Kretschmar-Schuldorff (Anton Walbrook). Els dos homes són ferits en el duel. En la seva estada a la casa de convalescència, els dos adversaris del duel es fan amics malgrat la seva nacionalitat diferent. Edith Hunter va retre'ls freqüentment visita. Theodore anuncia a Clive els seus sentiments cap a Edith. Clive es mostra encisat per aquesta intriga entre els seus dos amics i els empeny un cap a l'altre amb èxit. No obstant això, de tornada a Londres, Clive s'adona massa tard dels sentiments que ell mateix té envers Edith.
Primera Guerra Mundial
Els anys passen, i Clive Candy és General de brigada al final de la Primera Guerra mundial. A França, troba Barbara Wynne, una jove infermera la semblança física de la qual amb Edith és colpidora (Deborah Kerr fa alhora els papers d'Edith i de Barbara). De tornada a Anglaterra, Clive i Barbara es tornen a veure una vesprada: una complicitat neix entre ells i els porta al matrimoni malgrat els seus 20 anys de diferència.
D'altra banda, Clive troba Theodore en un camp de presoners alemanys a Anglaterra. El va a saludar, però Theodore no mostra cap simpatia envers el seu vell amic i prefereix ignorar-lo davant els seus compatriotes alemanys. Poc després, a punt de ser repatriat a Alemanya, Theodore truca Clive per telèfon per excusar-se de la seva actitud, i visita al seu vell amic. Theodore expressa opinions molt pessimistes sobre el futur d'Alemanya per la derrota militar.
Barbara i Edith Hunter moren entre les dues guerres i Clive Wynne-Candy es jubila el 1935.
Segona Guerra Mundial
El 1939, Theodore és a Anglaterra i està a punt de ser expulsat del país a causa de la seva nacionalitat alemanya. En una seqüència clau de la pel·lícula, davant d'un responsable de l'administració britànica, Theodore explica l'allunyament dels seus propis fills quan aquests han adoptat la ideologia nazi, i la seva tria de tornar a Anglaterra per la mort d'Edith per fugir del règim alemany. Clive arriba llavors i és garant de la bona fe del seu vell amic.
Clive revela a Theodore els sentiments que ha tingut sempre envers Edith i de què s'ha adonat massa tard. Clive admet que s'ha casat amb Barbara només per a la seva semblança física amb Edith. Theodore es fixa d'altra banda en la semblança física entre Angela «Johnny» Cannon, que Clive ha escollit com a xofer per la mort de la seva dona, i Edith Hunter (Deborah Kerr interpreta els diferents papers).
Clive Candy, malgrat la seva jubilació, decideix apuntar-se en la Home Guard (defensa d'Anglaterra) i la seva llarga experiència militar li permet donar consells astuts. La seva casa és no obstant això bombardejada en el Blitz i reemplaçada poc després per una cisterna a cel obert. Clive s'ha d'instal·lar en l'edifici dels banys turcs. Poc després, ha de començar l'exercici d'entranament de la Home Guard: la pel·lícula torna així a les primeres seqüències. Hom s'assabenta que el Tinent Spud Wilson, que deté Clive Candy, és el company d'Angela Cannon (xofer de Clive) i que s'ha pogut així assabentar on trobar el cap de la Home Guard  i com detenir-lo.
Clive ha de fer una discurs a les tropes britàniques a les ones de la BBC en l'evacuació de Dunkerque. Conservant els «antics codis» dels honors de la guerra, Clive desitja anunciar que val més perdre la guerra utilitzant mitjans legals, que guanyar-la utilitzant els mètodes « bàrbars » dels Nazis. No obstant això, el discurs és anul·lat en l'últim moment, i Theodore convenç el seu amic que aquesta visió de la guerra és superada, i que cal estar a punt per evitar una victòria nazi que seria catastròfica.
Llavors, Angela i Theodore retroben Clive, detingut en el marc de l'exercici. La pel·lícula s'acaba amb seqüències més introspectives enfront del personatge de Clive. Aquest recorda haver refusat una invitació del seu superior després d'haver creat l'incident diplomàtic vinculat a Kaunitz quaranta anys abans, i lamenta el seu rebuig. En contrapartida, convida al seu torn el Tinent Spud Wilson a sopar en companyia d'Angela. La pel·lícula s'acaba per una salutació de Clive Candy a la nova guarda que desfila.

### Vincles amb l'univers d'Arthur Conan Doyle
En el transcurs de la pel·lícula, hi ha una al·lusió important a l'univers de Sherlock Holmes i de l'autor Arthur Conan Doyle. La pel·lícula recorda, per la veu d'un personatge secundari anomenat «Tinent Watson», que Conan Doyle donava ferm suport a la intervenció britànica a Sud-àfrica en la Guerra dels Boers.
D'altra banda, en el mateix diàleg, Watson evoca la seva passió per les aventures de Sherlock Holmes que llegeix en el Strand Magazine des de 1891, i afirma esperar la pròxima aventura del detectiu amb impaciència. Cita un extracte d'El gos dels Baskerville il·lustrant la ironia del detectiu: «I really think that you will be more comfortable outside than in» (Jo crec verdaderament que estareu més còmode fora que dins»), frase pronunciada per Sherlock Holmes al final del capítol onze de la novel·la cap al Dr. Watson mentre aquest espera un criminal en una cabana primària construïda sobre la landa de Dartmoor.
Finalment, la pel·lícula reprèn alguns noms de les aventures de Sherlock Holmes, sobretot el nom «Sherlock», al final d'una carta en referència explícita, una miss « Hunter » (Violet Hunter a The Adventure of the Copper Beeches, així com « Watson ».

## Repartiment
- Roger Livesey: Clive Wynne-Candy
- Deborah Kerr: Edith Hunter / Barbara Wynne / Angela « Johnny » Cannon
- Anton Walbrook: Theodore "Théo" Kretschmar-Schuldorff
- James McKechnie: Spud Wilson
- Neville Mapp: Stuffy Graves
- Vincent Holman: El porter del club (1942)
- Spencer Trevor: Period Blimp
- Roland Culver: El coronel T.H. Betteridge
- James Knight: El porter del club (1902)
- Albert Lieven: Von Ritter
- Arthur Wontner: L'agregat d'ambaixada
- David Hutcheson: Hoppy
- Ursula Jeans: Frau von Kalteneck
- John Laurie: L'ajuda de camp, després majordom Murdoch
- Harry Welchman: el Major Davies
- Reginald Tate: Van Zijl
- A.E. Matthews: El president del tribunal
- Carl Jaffe: Von Reumann
- Valentine Dyall: Von Schönborn
- Muriel Aked: tia Margaret
- Felix Aylmer: El bisbe
- Frith Banbury: « Baby-Face » Fitzroy
- Dennis Arundell: El director d'orquestra del cafà berlinès
- David Ward: Kaunitz

## Al voltant de la pel·lícula
- La pel·lícula ha estat rodada als Denham Film Studios, Buckinghamshire prop de Londres.[3]
- La pel·lícula ofereix tres papers diferents a Deborah Kerr que era llavors al començament de la seva carrera.
- Els uniformes que es veuen a la pel·lícula són verdaders. A conseqüència de la guerra Michael Powell no tenia els mitjans per fabricar falsos uniformes en gran quantitat: també n'ha manllevat a l'exèrcit britànic sense verdaderament sotmetre-ho a l'estat major.
- La figura del coronel Blimp és inspirat en una caricatura.
- La pel·lícula ha estat distribuïda sota un altre títol:  The Adventures of Coronel Blimp .